# 非凡龍屬
非凡龍屬（意為「奇特的蜥蜴」）又名異常龍，是泰坦巨龍類納摩蓋吐龍科恐龍的一個屬，在1983年由Kurzanov與Bannikov所敘述、命名。模式種為東方非凡龍（Q. orientalis）。非凡龍能夠長到23公尺，生活於白堊紀晚期的桑托階到马斯特里赫特阶，約8500萬至7000萬年前。
非凡龍的化石只有一個部份頭骨，發現於蒙古的西戈約特組（Barun Goyot Formation）。牠們的頭骨長而低矮，外形類似馬，嘴部前段有釘狀牙齒。這些頭部特徵類似梁龍，而遺失的身體部分也被認為類似梁龍科。
同樣也只發現頭骨的納摩蓋吐龍，若不是非凡龍的生物變異個體，就是非凡龍的近親。

## 外部連結
- Saltasauridae from Thescelosaurus! (向下滾動)
- Quaesitosaurus （页面存档备份，存于）  from DinoData.org (技術)